# Sestavy hokejových reprezentací na MS žen 2009
Sestavy hokejových reprezentací na MS žen 2009

## Kanada
- Brankáři: Laura Hosier, Charline Labonte, Kim St-Pierre, Shannon Szabados
- Obránci: Tessa Bonhomme, Dalaney Collins, Rebecca Duke, Gillian Ferrari, Jocelyna Larocque, Carla MacLeod, Meaghan Mikkelson, Bobbi-Jo Slusar, Colleen Sostorics, Catherine Ward
- Útočníci: Meghan Agosta, Gillian Apps, Jennifer Botterill, Jayna Hefford, Haley Irwin, Brianne Jenner, Rebecca Johnston, Gina Kingsbury, Caroline Ouellette, Cherie Piper, Marie-Philip Poulin-Nadeau, Sarah Vaillancourt, Jennifer Wakefield, Katherine Weatherston, Hayley Wickenheiser

## Čína
- Brankáři: Dandan Jia, Yao Shi
- Obránci: Na Jiang, Yue Lou, Xueting Qi, Anqi Tan, Nan Wang, Baiwei Yu, Shuang Zhang
- Útočníci: Shanshan Cui, Fujin Gao, Haijing Huang, Cui Huo, Fengling Jin, Ma Rui, Jing Mao, Ziwei Su, Rui Sun, Liang Tang, Linuo Wang, Ben Zhang

## Finsko
- Brankáři: Maija Hassinen, Mira Kuisma, Noora Raty
- Obránci: Jenni Hiirikoski, Mira Jalosuo, Kati Kovalainen, Emma Laaksonen, Heidi Pelttari, Mariia Posa, Saija Sirvio, Tea Villila
- Útočníci: Venla Heikkila, Anne Helin, Michelle Karvinen, Piia Lallukka, Mari Pehkonen, Annina Rajahuhta, Karoliina Rantamaki, Mari Saarinen, Nina Tikkinen, Satu Tuominen, Linda Valimaki, Marjo Voutilainen

## Japonsko
- Brankáři: Eri Kiribuchi, Azusa Nakaoku, Kumiko Okada
- Obránci: Nachi Fujimoto, Ayano Ichijo, Yoko Kondo, Haruna Kumano, Emi Nonaka, Sena Suzuki, Etsuko Wada, Tomoe Yamane
- Útočníci: Yurie Adachi, Satomi Aramaki, Aki Fujii, Moeko Fujimoto, Yuka Hirano, Tomomi Iwahara, Chiho Osawa, Tomoko Sakagami, Saki Shimozawa, Mai Takahashi, Haruka Takashima, Chiaki Yamanaka, Haruna Yoneyama

## Kazachstán
- Brankáři: Anna Kossenko, Darya Obydennova, Natalya Trunova
- Obránci: Yuliya Chernukhina, Olga Konysheva, Natalya Kryshkina, Xeniya Makarenko, Dariya Moldabay, Viktoriya Mussatayeva, Viktoriya Sazonova, Galina Shu, Albina Suprun
- Útočníci: Alena Fux, Lyubov Ibragimova, Tatyana Koroleva, Olga Kryukova, Giliya Nurgaliyeva, Olga Potapova, Aray Shegebayeva, Yelena Stelmaister, Larissa Sviridova, Natalya Yakovchuk, Aigerim Zhumakanova

## Rusko
- Brankáři: Nadezda Alexandrova, Irina Gashennikova, Mariya Onolbaeva
- Obránci: Inna Dyubanok, Alexandra Kapustina, Alena Khomich, Olga Permyakova, Kristina Petrovskaya, Zoya Polunina, Natalia Puzikova, Anna Shchukina
- Útočníci: Ekaterina Ananina, Tatiana Burina, Iya Gavrilova, Ekaterina Lebedeva, Victoria Samarina, Marina Sergina, Ekaterina Smolentsava, Ekaterina Smolina, Ekatarina Solovyeva, Olga Sosina, Tatiana Sotnikova, Svetlana Terenteva, Oxana Tretiyakova, Aleksandra Vafina

## Švýcarsko
- Brankáři: Sophie Anthamatten, Patricia Elsmore Sautter, Florence Schelling, Dominique Slongo
- Obránci: Laura Benz, Desiree Berger, Nadine Ehrbar, Angela Frautschi, Monika Leuenberger, Julia Marty, Lucrece Nussbaum, Sandra Thalmann, Johanna Vuille Dit Bille, Stefanie Wyss
- Útočníci: Camille Balanche, Sara Benz, Nicole Bullo, Andrea Fischer, Kathrin Lehmann, Darcia Leimgruber, Stefanie Marty, Christine Meier, Rahel Michielin, Katrin Nabholz, Laura Ruhnke, Anja Stiefel, Monika Waidacher, Fabienne Weber, Sabrina Zollinger

## Švédsko
- Brankáři: Sara Grahn, Josephin Lennström, Valentina Lizana, Kim Martin
- Obránci: Emilia Andersson, Gunilla Andersson, Jenni Asserholt, Therese Bergh, Emma Eliasson, Ylva Lindberg, Frida Nevalainen, Emma Nordin, Annie Svedin, Chanette Svensson
- Útočníci: Anna Borgqvist, Tina Enstrom, Erika Grahm, Elin Holmlov, Erika Holst, Isabelle Jordanson, Angelica Lorsell, Klara Myren, Melinda Olsson, Cecilia Ostberg, Maria Rooth, Danijela Rundqvist, Frida Svedin Thunstrom, Katarine Timglas, Erica Uden Johansson, Parnilla Winberg

## Spojené státy americké
- Brankáři: Chanda Gunn, Molly Schaus, Megan van Beusekom, Jessie Vetter
- Obránci: Kacey Bellamy, Caitlin Cahow, Lisa Chesson, Rachael Drazan, Molly Engstrom, Jamie Hagerman, Geena Prough, Helen Resor, Angela Ruggiero, Kerry Weiland
- Útočníci: Julie Chu, Kendall Coyne, Natalie Darwitz, Meghan Duggan, Meghan Ferdelmann, Erin Keys, Hilary Knight, Jessica Koizumi, Jocelyne Lamoureux, Monique Lamoureux, Erika Lawler, Giga Marvin, Erica McKenzie, Sarah Parsons, Jenny Potter, Kelli Stack, Karen Thatcher, Jinelle Zaugg